# Moussa Kaka

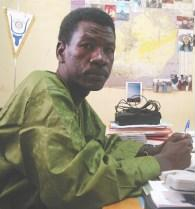
Moussa Kaka vor 2007.

Moussa Kaka (* im 20. Jahrhundert) ist ein nigrischer Hörfunkjournalist und der Direktor des Radiosenders Saraounia FM in Maradi, Niger. Er arbeitet auch als Korrespondent für das französische Radio France International. Er wurde von der Regierung unter Präsident Mamadou Tandja zwei Mal aufgrund seiner Berichterstattung inhaftiert. Er war die Hauptfigur des politischen Prozesses 2008 der nigrischen Regierung um ihre Interviews mit den Rebellen der Bewegung der Nigrer für Gerechtigkeit (MNJ, Mouvement des Nigériens pour la Justice) 2007.

## Leben

### Journalistische Karriere
1993 wurde Moussa Korrespondent für Radio France International im Niger. Damals war er noch ein Zeitungsjournalist für die unabhängige Zeitschrift Le Républicain-Niger in Niamey. 2002 wurde Kaka als News Director bei Saraounia FM, einer Radiostation in der Regionalmetropole Maradi angestellt, wo er bereits seit 2000 arbeitete. Niger hat eine starke Radio-Presse, da es viele Analpheten gibt und geringe Abdeckung mit Fernsehübertragungen Radio zum wichtigsten Medium für den größten Teil des Staates macht. Trotz gelegentlicher Vorfälle wie Verhaftungen und Festsetzungen von Journalisten, wird die nigrische Presse von westafrikanischen Beobachtern als unabhängig und lebhaft bewertet, wenn es um Angriffe gegen Regierung geht.

### Verhaftung 2002
2002 wurde Kaka verhaftet, weil er über eine Meuterei der Streitkräfte Nigers Anfang August 2002 in der Stadt Diffa berichtet hatte.  Am 23. August wurde Kaka er verhaftet und im Hauptquartier der Gendarmerie in Niamey verhört. Er wurde, zusammen mit anderen Journalists innerhalb von ein paar Tagen wieder entlassen. Die Regierung des Niger erklärte, dass gegen Journalisten wegen Verstößen ermittelt werde, welche „die Verbreitung von Berichten oder Anschuldigungen, die geeignet sind, Zweifel an nationalen Verteidigungsoperationen aufkommen zu lassen, über Kommunikationsmittel“ betreffen. Kaka wurde durch eine nationale Erklärung der Regierung besonders erwähnt. Eine öffentliche Fernsehübertragung während der Meuterei benannte Kaka und den Managing Editor der Zeitung Le Républicain, Mamane Abou, als „staatenlose Personen ... die für die Opposition arbeiten“.

### Verhaftung 2007–2008
Anfang 2007 ereignete sich eine Tuareg Rebellion im Norden des Landes. Es kam zu Spannungen mit der ausländischen Presse und Journalisten wurden im Juni 2007 von der Berichterstattung in der nördlichen Region Agadez ausgeschlossen. Kaka war als Korrespondent von Radio France International besonders betroffen. RFI wurde im Juni verboten, von oder in Niger Radionachrichten zu veröffentlichen, da die Regierung behauptete, die Anstalt wäre für die Rebellen voreingenommen. Kaka erklärte öffentlich, dass sein Leben am 14. Juli vom Chef der Streitkräfte Nigers, General Moumouni Boureima, bei einem Empfang im Haus des französischen Botschafters in Niger bedroht worden sei.
Am 20. September 2007 wurde Kaka verhaftet, nachdem er während seiner Tätigkeit als Niger-Korrespondent von Radio France International drei Telefoninterviews mit einem der Anführer der Bewegung der Nigrer für Gerechtigkeit (MNJ), einer der Rebellengruppen, geführt hatte. Die nigrische Regierung zeichnete diese Telefongespräche auf und verhaftete Kaka wegen „Mitschuld an der Gefährdung der Staatssicherheit“ („complicity in endangering the security of the state“). Dies entspricht einer Anklage auf Hochverrat und es droht als Höchststrafe lebenslange Haft. Die ursprünglichen Anklagen wurden akzeptiert, doch am 16. November 2007 weigerte sich der Staatsanwalt der Region Niamey, die aufgezeichnete Gespräche als Beweismittel zu akzeptieren, mit der Begründung, sie seien illegal beschafft worden. Im Gegensatz dazu entschied der Oberste Gerichtshof im Februar 2008, dass diese Tonbänder als Beweismittel verwendet werden könnten. Das Gericht entschied außerdem, dass Kakas Rechte weder durch die Überwachung, noch die Inhaftierung ohne Prozess (Indefinite detention, detention without trial) oder die Art der Anklage verletzt wurde. Am 23. Juni 2008 entschied der ermittelnde Richter (Magistrate), dass Kaka bis zur Verhandlung vorläufig entlassen werden könne. Die Regierung legte dagegen sofort Berufung ein, so dass der Angeklagte weiterhin inhaftiert blieb. Einen Monat später befahl der Richter, dass sein Büro alle Anklagen gegen Kaka fallen lassen solle. Auch gegen diese Entscheidung legte die Regierung sofort Berufung ein. Am 19. August hob das Berufungsgericht Niamey Appeals Court (Niamey Appeals Court) die Entscheidungen des Magistrats auf. Im September 2008 machte der State Prosecuting Magistrate für Niamey den Vorschlag, dass die Anklagen gegen Kaka erneut fallen gelassen würden und stattdessen eine Anklage auf „Verletzung der nationalen territorialen Integrität durch eine Allianz mit MNJ-Rebellen“ („a breach of national territorial integrity through an entente with MNJ rebels“) erhoben werden solle. Die Höchststrafe für dieses Vergehen beträgt 10 Jahre Gefängnis.
Am 7. Oktober 2008 wurde Kaka durch den Niamey Magistrate vorläufig freigelassen, allerdings in Erwartung des Prozesses.

### Internationale Kampagne
Kaka stand im Mittelpunkt einer internationalen Kampagne, die von Frankreich aus seine Freiheit forderte. Die Kampagne ging von Radio France International und dessen CEO Alain de Pouzilhac aus in Zusammenarbeit mit Reporter ohne Grenzen (für beide Organisationen ist Kaka Korrespondent im Niger), sowie Amnesty International, und von nigrischen Pressegruppen wie der Nigerien National Union of Press Workers (SYNATIC) und der Zeitung Le Republicain.

### Staatliche Maßnahmen
Während Kaka die längste Haftstrafe für einen Journalisten seit Beginn der Tuareg-Rebellion im Februar 2007 erhielt, sind die internationalen Medien auf mehrere andere Fälle aufmerksam geworden. Die französischen Journalisten Thomas Dandois und Pierre Creisson wurden 2007 von nigrischen Streitkräften einen Monat lang in Agadez festgehalten, bevor sie freigelassen wurden. Der Herausgeber der wöchentlich erscheinenden Zeitschrift L’Evénement in Niamey wurde am 30. Juli 2008 inhaftiert auf eine Anklage wegen „Geheimnisverrats eines Verteidigungsgeheimnisses“ („divulging a defence secret“) nachdem er berichtet hatte, dass ein Offizier der Armee mit einem Waffenversteck in der Hauptstadt in Verbindung gebracht wurde. Die staatliche Presseregulierungsbehörde, der Hohe Rat für Kommunikation (High Council for Communication, CSC), schloss im August 2008 den in Niamey ansässigen Fernseh- und Radiosender Dounia TV für einen Monat und am 22. April 2008 Sahara FM, den wichtigsten Radiosender in Agadez, auf unbestimmte Zeit, nach der Ausstrahlung von Interviews mit Personen, die behauptet hatten, sie seien Opfer von Misshandlungen durch Regierungstruppen geworden. Im Juni 2007 wurde das wöchentliche Aïr-Info in Agadez von der Regierung für drei Monate geschlossen, während zur selben Zeit formale Warnungen an drei andere Zeitungen (Libération, L’Opinion und L’Evènement) versandt wurden, weil sie über den Konflikt im Norden berichtet hatten. Die Regierung verlautbarte sie würden „versuchen kriminelle Aktivitäten und Gewalt zu rechtfertigen“ („trying to justify criminal activity and violence“). Der Herausgeber von Aïr-Info Ibrahim Manzo Diallo, wurde nach dem Versuch eine neue Wochenzeitschrift zu gründen, verhaftet, aber wieder freigelassen. Einer seiner Reporter wurde in Ingal im Oktober ebenfalls verhaftet, und im Oktober wurde Diallo verhaftet, als er versuchte an Bord eines Flugzeugs nach Europa zu gehen. Er wurde unter der Anklage „Mitgliedschaft in einer kriminellen Vereinigung“ („membership of a criminal gang“) angeklagt. Diallo wurde in Erwartung eines Prozesses im Februar 2008 freigelassen.

## Seit der Verhaftung
Im Jahr 2011 äußerte sich Kaka positiv über die Regierung Mahamadou Issoufou, die im Februar dieses Jahres gewählt worden war. Der Oberste Rat zur Wiederherstellung der Demokratie, eine Militärjunta, die Issoufou vorausging und die Wiederherstellung der Demokratie im Land zum Ziel hatte, machte schlechten Journalismus und schlechte Regulierungsmaßnahmen zu Angelegenheiten in Zivilsachen (und nicht zu politischen oder juristischen) Angelegenheiten.